# Pomarea nigra
Pomarea nigra е вид птица от семейство Monarchidae. Видът е критично застрашен от изчезване.

## Разпространение
Разпространен е във Френска Полинезия.